# Class TV Moda
Class TV Moda è una rete televisiva italiana.

## Storia
Class TV Moda è il canale del gruppo Class Editori dedicato alla moda, al lusso e al lifestyle.
Lanciato nel 2002, è stato uno dei primi canali televisivi italiani privati a trasmettere via satellite in modalità free to air e quindi ad essere visibile su qualsiasi piattaforma televisiva satellitare.
Class Tv Moda è visibile sul canale 180 della piattaforma a pagamento Sky Italia.. Ad aggiungersi al consolidato gruppo distributivo, Class Tv Moda è parte del nuovo portale fashion del gruppo e viene trasmesso in live streaming su classtvmoda.it e su Youtube.

## Programmi
- Fashion News: news e contenuti giornalistici con taglio economico-finanziario
- Front Row: tutto il meglio dalle sfilate internazionali, Milano, News York, Londra, Parigi e Haute Couture[4]
- Green Revolution: un approfondimento sulla sostenibilità dei settori del fashion, del design, del beauty e del food Class [5]
- Districts: un viaggio in tutta Italia alla scoperta dei distretti della Fashion Industry per raccontare la filiera produttiva, dall'inizio alla fine [6]
- (Un)accessing backstage: un racconto dei backstage delle sfilate attraverso le voci dei designer, dei modelli, dei make up artist e degli stylist
- What Women Wear: un approfondimento sulle tendenze più in voga della stagione
- The sound of fashion: il racconto del connubio tra moda e musica attraverso i sound-track delle passerelle. Un format realizzato in collaborazione con Radio Classica
- Stories: una copertura speciale e completa sulle fiere di settore
- Fashion&Beyond: un format settimanale di approfondimento sugli eventi, tendenze e storie di imprese del Fashion System. E oltre.